# صوتيات مائية
الصوتيات المائية هي دراسة وتطبيق الصوت في الماء. الصوتيات المائية، باستخدام تكنولوجيا السونار، هي الأكثر استخدامًا لرصد الخصائص الفيزيائية والبيولوجية تحت الماء.

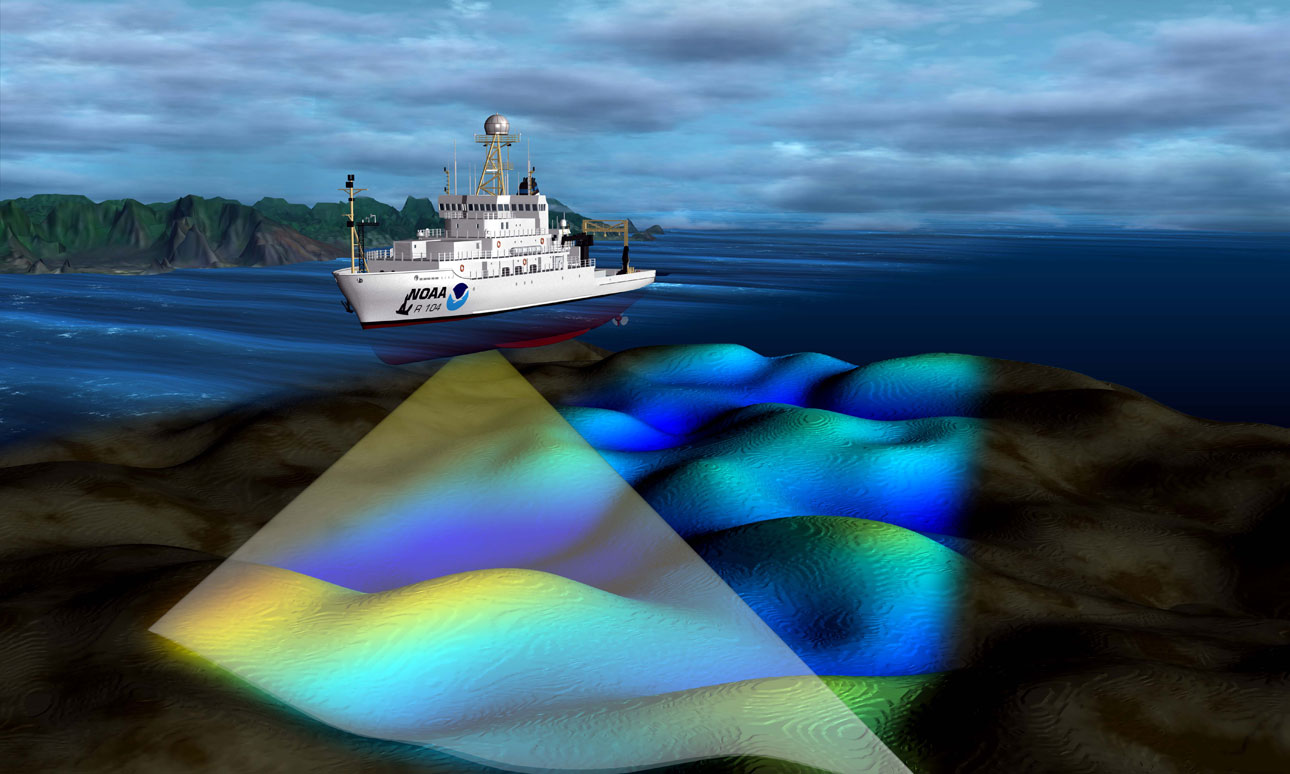
جمع بيانات السونار في المحيط.

يمكن استخدام علم الصوتيات المائية للكشف عن عمق الجسم المائي ( قياس الأعماق)، وكذلك وجود أو عدم وجود وفرة وتوزيع وحجم وسلوك النباتات تحت الماء والحيوانات. يشمل الاستشعار المائي الصوتي «الصوتيات المنفعلة» (الاستماع للأصوات) أو الصوتيات النشطة التي تصنع الصوت وتستمع إلى الصدى، ومن هنا جاء الاسم الشائع للجهاز مسبار الصدى.